# Reuven Feuerstein
Reuven Feuerstein (hebraico פוירשטיין) (Botoşani, Romênia, 21 de Agosto de 1921 - Jerusalém, Israel, 29 de Abril de 2014) foi um professor e psicólogo judeu-israelense, criador da Teoria da modificabilidade cognitiva estrutural (MCE), a teoria da Experiência da Aprendizagem Mediada (MLE), e o Programa de Enriquecimento Instrumental (PEI). A ideia de que inteligência pode ser desenvolvida está associada ao trabalho do Professor Feuerstein.

## Vida, teorias e obra
Feuerstein estudou na Universidade de Genebra sob orientação de Jean Piaget, André Rey, Barbel Inhelder e Marguerite Loosli Uster e é um seguidor de Lev Vygotsky. Ele foi o presidente do Centro Internacional pelo Desenvolvimento do Potencial de Aprendizagem (ICELP) em Jerusalém. Os conceitos de que a inteligência é plástica e modificável, e que a inteligência pode ser pensada, são centrais na Teoria da modificabilidade cognitiva estrutural. A inteligência pode ser desenvolvida em um ambiente de aprendizagem mediada criado a partir da teoria da Experiência da Aprendizagem Mediada.
Um mediador é uma pessoa que trabalha interagindo com o aprendiz estimulando suas funções cognitivas, organizando o pensamento e melhorando processos de aprendizagem. Depois de desenvolver suas teorias e de aplicar uma série de intervenções práticas para mediação com crianças sobreviventes do holocausto, Feuerstein respondeu à demanda de professores por métodos que pudessem solidificar seu trabalho no formato curricular. Para esse fim, ele desenvolveu 14 “instrumentos” que mediadores e estudantes usaram para enriquecer funções cognitivas e construir o hábito de se ter um pensamento eficiente. Ele organizou esses instrumentos “livres de conteúdo” (content free) em um programa de 3 anos para estudantes acima de 9 anos. Esse programa é chamado de Programa de Enriquecimento Instrumental (PEI).
Depois de 50 anos de sucesso, documentados por mais de 1500 pesquisas científicas com várias populações, incluindo engenheiros da Motorola (EUA), estudantes carentes em comunidades rurais do Brasil (Bahia), imigrantes não-alfabetizados (Etiópia), crianças autistas e com síndrome de Down (Jerusalém-Israel), estudantes do ensino médio com baixo aproveitamento em matemática (Cleveland, Ohio, EUA) e muitos outros grupos. Tem um neto portador da síndrome de Down que foi auxiliado por seus métodos e que apresentou bom desempenho na escola regular.
Feuerstein desenvolveu uma versão básica do PEI para uso com crianças e adolescentes com dificuldades cognitivas profundas. Projetos através do estado do Alasca (EUA), Grã-Bretanha, Itália, Índia e Japão tem sido desenvolvidos, explorando a aplicabilidade de novos instrumentos com jovens com dificuldades diversas de aprendizagem.
Abaixo pode-se ler a participação de Myron Tribus, publicado em um diário chamado Letters From Jerusalem, na 18ª Conferência Anual do ICELP em Julho de 1997:
| “ | Hoje, a 18ª Conferência Anual foi aberta sobre duas teorias básicas: Teoria da modificabilidade cognitiva estrutural (MCE) e Experiência da Aprendizagem Mediada (EAM), com seus dois métodos aplicados: Programa de Enriquecimento Instrumental (PEI) e o Teste de Propensão à Aprendizagem (LPAD). Há 233 pessoas participando da conferência, representando 33 diferentes países. A cerimônia incluiu observações dadas pelo sr. Benjamin Netanyahu, o primeiro-ministro. Ele falou da importância da educação nesta nova era e então descreveu sua experiência em uma base militar próxima. Lá, ele encontrou com alguns homens com Síndrome de Down, que tinham sido mediados pelo método de Feuerstein e que estavam agora servindo com o uniforme das Forças de Defesa de Israel (IDF). Ele mencionou o orgulho desses homens em estarem prontos para vestirem o uniforme e cumprir com suas obrigações militares. Ele também falou de sua gratificação na aceitação desses soldados pelo comando militar. Em um ponto ele disse: 'Eu tive grande dificuldade em conter minhas emoções quando eu vi e falei com estes homens afligidos com a Síndrome de Down. | ” |

Como parte da cerimônia de abertura, Prof. Feuerstein disse: 
| “ | O PEI foi testado durante muito tempo e em uma grande e variada população, e essas pesquisas demonstram que apesar dos danos cognitivos causados por choque cultural, acidentes físicos, traumas na infância por abusos ou extrema pobreza, negligência dos familiares... apesar de tudo isso, o funcionamento cognitivo desses sujeitos se desenvolveram. Experiências nos dizem que esse desenvolvimento é sem limites. | ” |

Para o autor a aprendizagem pelas vias da mediação, deve ser compreendida diferentemente da aprendizagem pela exposição direta do sujeito ao objeto ou estímulo. Ou seja, há a necessidade da intervenção de um mediador humano, que para ele é um sujeito cuja ação mediadora é intencional e não-ingênua. Ele se interpõe entre o sujeito (mediando/aprendiz) e o mundo (no sentido amplo – conteúdo, estímulo, objeto, etc.), conduzindo a reflexão e interação tendo em vista a introdução de pré-requisitos ou recursos cognitivos (da dimensão do pensar) que potencializarão progressivamente  a capacidade de aprendizagem deste sujeito.
Deve-se mencionar que o conceito de “mediador” e “mediação”, são tratados aqui de forma específica, e não em sentido amplo. Tais terminologias são aplicadas em outros âmbitos da educação com conotações diversas. Porém, para a abordagem de Reuven Feuerstein ou da EAM (Experiência da Aprendizagem Mediada), para que haja mediação são necessários pelo menos 3 critérios:
- 1 Intencionalidade e Reciprocidade: Intencionalidade por parte do mediador e reciprocidade perante o mediado para focagem e satisfação das necessidades do mediado;

- 2 Transcendência: Transcendência da realidade concreta, “do aqui-e-agora” e da tarefa aprendida, generalizando para posterior aplicação da compreensão de um fenômeno apreendido em outras situações e contextos;

- 3 Mediação de significado: Construção (incitada pelo mediador) de significados que permitam compreender a importância da aprendizagem e interpretar os resultados alcançados.

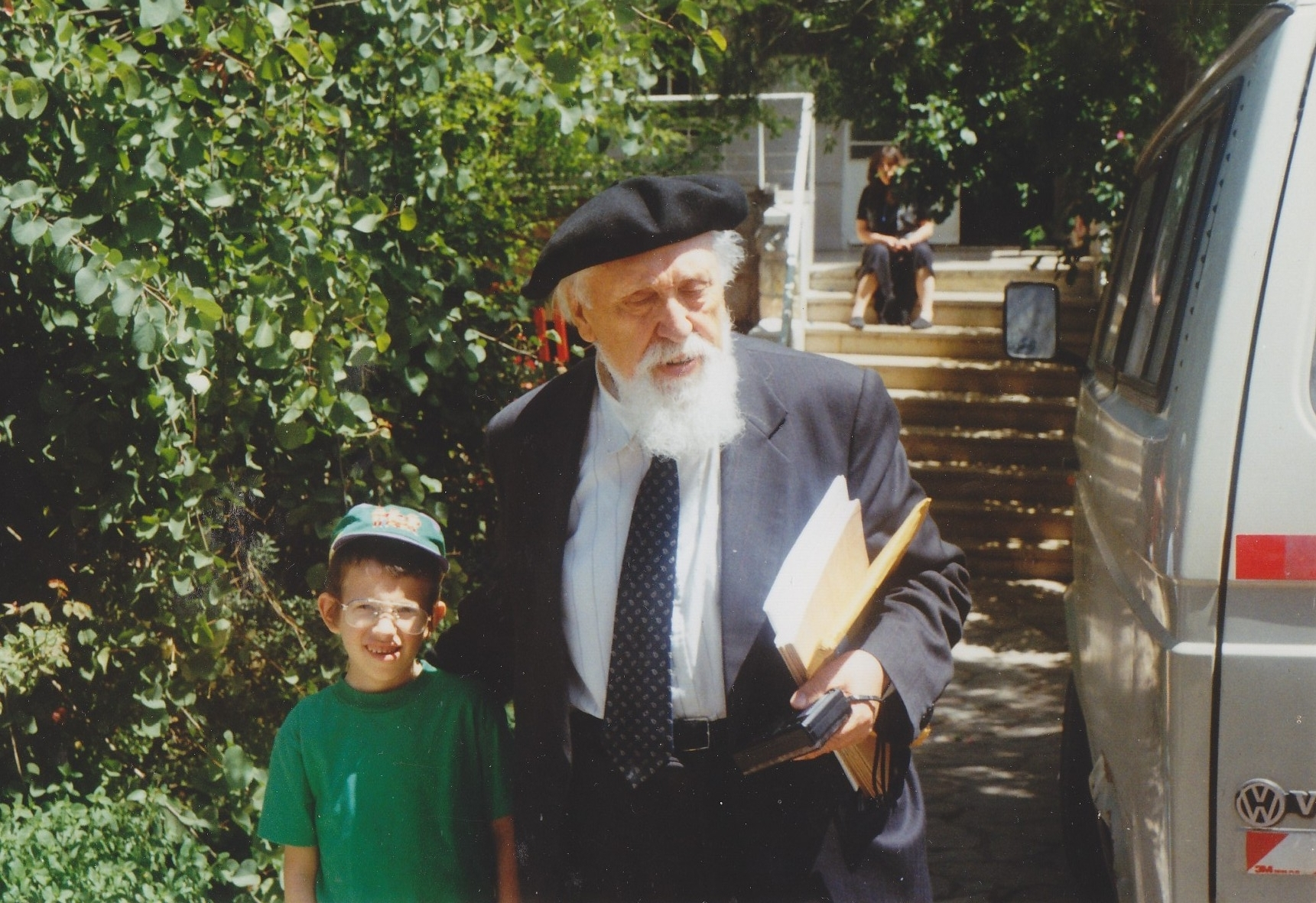
Feuerstein com um aluno em 1993.

Estes critérios foram observados empiricamente por Feuerstein, como fatores comuns em toda situação de mediação. Em seguida será ampliado o significado de cada um destes critérios.
Por intencionalidade do mediador e reciprocidade do mediando, entende-se a consciência do interventor humano em sua tarefa ante o mediado e o estímulo, ou seja, clareza de suas intenções educativas. Não se ensina ou se estimula para o nada. Há sempre uma intenção um objetivo, nenhum processo educativo pode ser realizado sem objetivos. Da mesma forma o mediado deve dar um feedback e estar consciente de que, ante uma situação de aprendizagem mediada, o que se tem não é apenas o cumprimento de uma tarefa, mas que há uma intenção que transcende a situação posta.
A construção de significados ocorre quando o mediador trabalha com a elaboração de valores e códigos culturais (linguagem). Para que haja mediação, é necessário trabalhar com o uso apropriado das palavras e a significação de símbolos e representações que estão antepostas ao mediado. O mediador introduz, problematizando, conceitos e significados. Afinal o mediado compreenderá uma realidade dada a partir de sua leitura de mundo, que por sua vez é elaborada por sentidos e significados que ele dá aos estímulos de sua realidade objetiva. Aqui, a linguagem, na perspectiva vygotskyana, é um instrumento ou uma ferramenta psicológica de intervenção e estruturação do pensamento. O mediador tem como função introduzir e aprimorar no mediado estes instrumentos.
Por transcendência, entende-se algo que foi aprendido e logo foi extrapolado para outras dimensões espaço-temporal da vida do mediado. Ou seja, no processo de mediação, o mediador deve ter a capacidade de conduzir o aprendiz para além do problema a ser resolvido.  Universalizando ou transcendendo as soluções adquiridas ante uma situação-problema imediata, conduzindo-o a pensar sobre a aplicabilidade destes conceitos em outras situações de sua realidade. Para Feuerstein, se há a presença destes 3 critérios, há Aprendizagem Mediada.
Quando se fala de EAM dentro desta estrutura básica, fala-se de aprendizagem mediada em todas as dimensões humanas. Informalmente uma mãe ensina seu filho a andar e falar, uma criança aprende a andar de bicicleta, etc.
Há vários centros autorizados no Brasil que dão treinamento no Programa de Enriquecimento Instrumental (PEI), o referido instrumento - segundo o autor - não deve ser aplicado sem o devido treinamento realizado por centros sob a supervisão do ICELP-Jerusalém-Israel.

### Em inglês
- "Teaching Intelligence"
- Dr. Reuven Feuerstein          Chairman ICELP.ORG
- "Letters from Jerusalem" Myron Tribus diary of attendance at Mediated Learning sessions
- "Quality in Education According to the Teachings of Deming and Feuerstein" by Myron Tribus
- "An Educational Pioneer Who Proved that All Students Can Learn How to Learn In Spite of Their Impulsive Behavior, Disconnected Thinking, and Low Motivation"
- "Feuerstein Instrumental Enrichment (FIE) as a Model for School Reform" by Meier Ben-Hur
- "The Application of the Structural Cognitive Modifiability Theory with Learners with Down's Syndrome in an Educational Framework" by Israela Even-Chen
- "Teaching and Learning Intelligence"
- Reuven Feuerstein

### Em português
- UCS - "MODIFICABILIDADE COGNITIVA ESTRUTURAL DE REUVEN FEUERSTEIN: UMA PERSPECTIVA EDUCACIONAL VOLTADA PARA O DESENVOLVIMENTO COGNITIVO AUTÔNOMO." Página visitada em 7 de outubro de 2014.
- "CENPA-Belo Horizonte"
- (Centro de Desenvolvimento Cognitivo do Paraná)
- Meier Rolim - Reuven Feuerstein faleceu. Página visitada em 2 de Maio de 2014.

### Vídeos
- YouTube - Dr. Reuven Feuerstein, addresses NUA national conference. Link 1 (em inglês) Link 2 (em português). Acessado em 03/07/2018.
- YouTube - Educação Mediada Experiência De Aprendizagem Mediada (I). (em português) Acessado em 03/07/2018.